# Hjukse
Hjukse (eller Hjuksevelta eller Hjuksebø, gammalnorska: Hiuxwbö) är en tätort i Notoddens kommun i Telemark fylke i södra Norge. Orten ligger vid fylkesväg 360 mellan Notodden och Gvarv, på östra sidan av insjön Heddalsvatnet, cirka sju kilometer söder om Notodden och 18 kilometer nordöst om Akkerhaugen. I januari 2009 hade orten 337 invånare. 
Viktiga institutioner i Hjukse är bland annat Eek transport, Hjukse såg och hyvleri, Hjuksebø skola och förskola samt naturområdet vid Heddalsvatnet.
Sørlandsbanan går genom Hjukse men stannar inte längre vid stationen (Hjuksebø station). Järnvägsbron som går 60 meter över älven Hjukseelva var en gång Skandinaviens högsta. 
Orten har tidigare tillhört dåvarande Sauherads kommun.

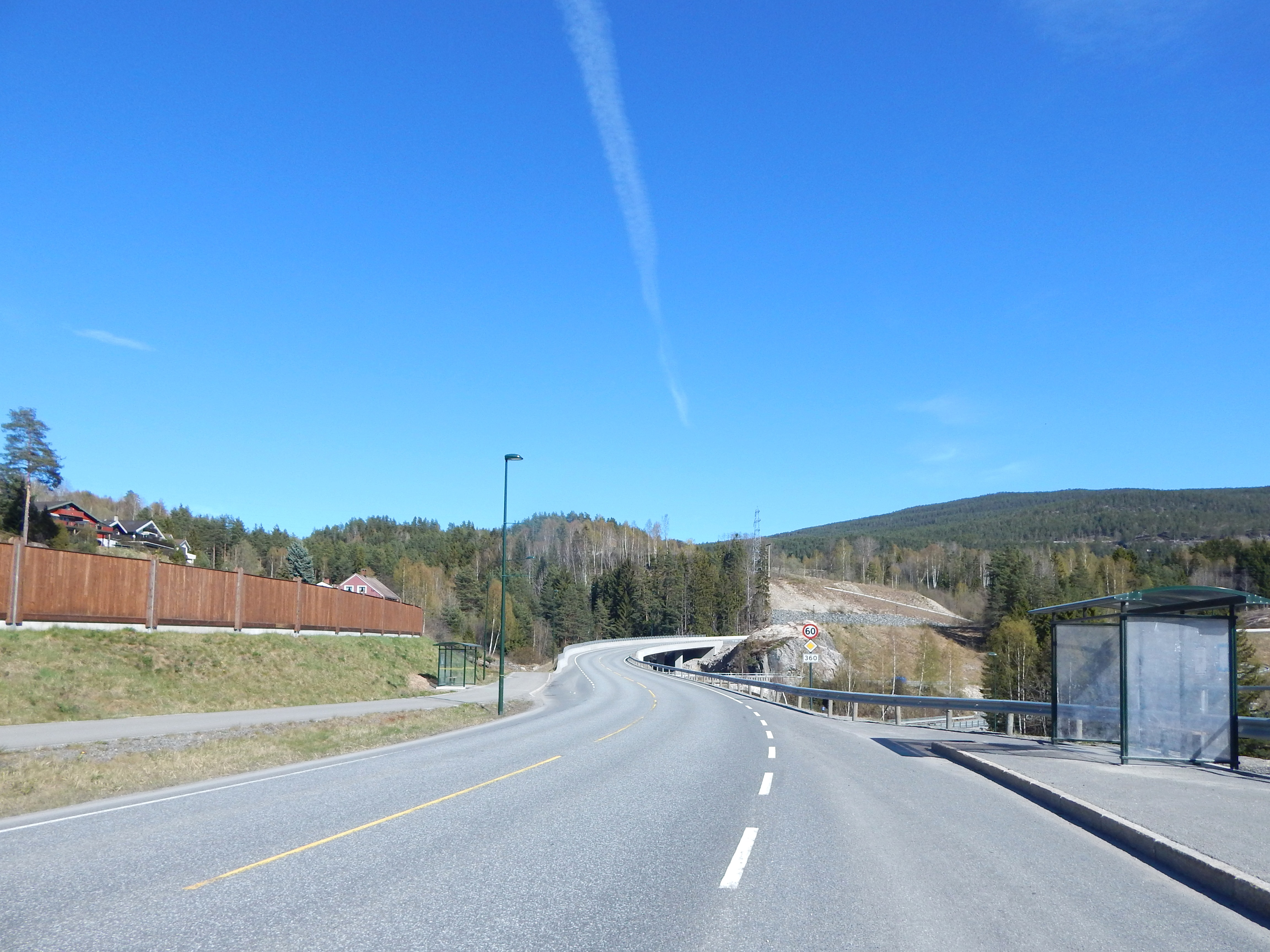
Fylkesväg 360 i Hjukse.